# Salvi San Massimo
L'Associazione Tamburellistica Salvi è una società italiana di palla tamburello. Fondata nel 1954, ha sede a Corte Salvi, situata a San Massimo, una frazione di Verona, in Veneto.

## Storia

### La fondazione
La fondazione nel '54 è avvenuta ad opera di quattro giocatori di tamburello: Luigi Biasi, Aldo Tommasi, Giuseppe Rudari e Mario Bortolazzi.

### I successi
È stata due volte campione d'Italia, militando nel massimo campionato per trenta stagioni consecutive (tutt'oggi un record di longevità) e classificandosi seconda in otto di queste, tra le quali le stagioni '57 e '82 nelle quali venne sconfitta in finale dal Bussolengo.
Le vittorie della squadra veronese in Serie A continuarono anche dopo la conquista del titolo nel '67 (contro il Belladelli Quaderni) e '68, ottenendo in tutta la penisola la nomea di squadra imbattibile. L'imbattibilità, durata anni, si concluse l'11 ottobre 1970 nella partita, giocata in casa, contro l'astigiana SVAB Castell'Alfero.
Ha inoltre vinto due scudetti di Serie C negli anni 1934 e 1977.
Milita in Serie C, il cui campionato del 2022 è stato concluso in vetta alla classifica veronese e che ha visto la compagine scaligera ottenere la Coppa Italia di categoria, battendo la mantovana Medole nella finale giocatasi l'11 agosto sul campo trentino di Noarna (TN).

### I giocatori
Tra i giocatori che hanno vestito la maglia del Salvi vi sono stati Luigi Biasi detto Nino, Salvatore Biasi detto Tore, Flavio Bertagnoli detto Bomba, Marino Marzocchi detto Mara, Walter Meante, Armando e Orfeo Biasi, Federico Emanuele Girelli, Luciano Borriero, Mario Fanzaga, il pluriscudettato Renzo Tommasi con il fratello Aldo, nonché l'olimpionico Luciano Zerbini.

#### L'impegno nel sociale
La società, fin dalla sua rifondazione, avvenuta nel 2015, è impegnata nel sociale, organizzando con cadenza annuale eventi di beneficenza.

## Palmarès
- Serie A - Campione d'Italia - 1967, 1968
- Serie C - Campione d'Italia - 1934, 1977
- Serie C - Coppa Italia - 2022

## Colori e simboli

### Colori
I colori del Salvi sono il bianco e l'azzurro.

#### Stemma
Lo stemma è costituito da uno scudo di colore azzurro e una striscia di colore bianco che lo attraversa in direzione obliqua, dal basso verso l'alto, da sinistra a destra. Sopra lo scudo è posizionata la scritta, in azzurro su sfondo giallo, con il nome della società.

## Lo sferisterio
Domenica 17 ottobre 2021 lo sferisterio di Corte Salvi è stato intitolato al fondatore della squadra Luigi Nino Biasi.